# Chris Fehn
Christopher "Chris" Michael Fehn (født 24. februar 1972) er en af de to percussionister i heavy metalbandet Slipknot. Med Slipknot bar han en maske i Pinocchio-stil, lavet i varierende farver og udformninger, dog altid med en 19 cm lang næse. Chris Fehns maske lignede også maskerne, som lægerne bar under "den sorte død" i middelalderen.
Ud over at være percussionist i bandet var han også korsanger sammen med Shawn Crahan, men live var det Paul Gray, der sang kor. Fehn er ikke længere med i Slipknot.
Inden Fehn sluttede sig til bandet, var han kicker i amerikansk fodbold på College-niveau.

## Ekstern henvisning
- Official Site Arkiveret 30. juni 2008 hos  Wayback Machine
- Chris Fehn på Discogs
- Chris Fehn på MusicBrainz